# 領
領（りょう）は、日本の中世から近世にかけて用いられた行政区分、および地域区分である。

## 概要

### 戦国時代以前
元来、領主およびその組織名や所領の一定のまとまりを指して「○○領」「○○家領」「××寺領」などの名称が用いられた。戦国時代になると、従来の国郡あるいは郷・荘・保などの既成の支配系統が廃れていき、荘・保は事実上消滅し、郷は領に改められて国・郡に代わって用いられるようになった。
特に関東地方では、複数国の大名領国を形成した甲斐国の武田氏や相模国の後北条氏が軍事組織として「衆」・行政組織として「領」を用いた。領は国人の支配地域や城代の管轄地域に基づいた複数の郷村を含んだ広域共同体を指し、周辺の大名にも影響を与えた。
関東において小田原征伐後に後北条氏及び傘下の国人領主に代わって支配者となった徳川氏は領を再編成して1つの郡に複数の領を設置して代官の支配や検地の実施、各種の公儀役賦課の際の基準となった。

### 江戸時代
関ヶ原の戦いを経て徳川氏が江戸幕府を開府し全国支配を及ぼすと、他の領主に支配地域でも村単位を越えた広域的な統治が行われた。そのため、大名・旗本など領主の支配地そのもの、あるいは支配地とその統治組織（場合によってはその領主を含む）総称として用いられることが多くなる。御領・領分・領地・領域などとも呼ばれた。その後、行政区分としてだけでなく、地域区分（住所表記・地理表記）としても用いられることとなった。
なお、支配機構の拠点地の地名、もしくは領主の姓を冠して呼称された。領地がほぼ一令制国全域に及ぶ場合は、令制国名を冠する場合もあった。例として、加賀国金沢城に拠点を置く前田家の領地・統治機構（いわゆる加賀藩）は、金沢領・加賀領・前田領・前田家領などと呼ばれた。
江戸時代中期以後になると、前者の意味での領は廃止または再編成されて組（組合村）などの新制度が行われるようになり、領は後者の意味で用いられることが一般化した。それでも、前者の概念としての「領」は名称を改めた後も幕末まで継続された。

### 国・郡・村について
国・郡、および村も住所表記・地理表記として明治期まで使用されている。国郡里制が廃れた頃から明治期の廃藩置県までの間は、現代日本のように統治組織・行政組織の管轄範囲（行政区分）と、住所表記・地理表記が合致していなかったため、その用法により領と国・郡・村が使い分けられていた。